# Bacabeira
Bacabeira är en kommun i Brasilien.   Den ligger i delstaten Maranhão, i den nordöstra delen av landet, 1 500 km norr om huvudstaden Brasília. Antalet invånare är 14 965.
Omgivningarna runt Bacabeira är huvudsakligen savann. Runt Bacabeira är det ganska glesbefolkat, med 48 invånare per kvadratkilometer.